# Hoplolabis punctigera
Hoplolabis punctigera är en tvåvingeart som först beskrevs av Paul Lackschewitz 1940.  Hoplolabis punctigera ingår i släktet Hoplolabis och familjen småharkrankar. Inga underarter finns listade i Catalogue of Life.